# Arkadiusz Gołaś
Arkadiusz Gołaś (ur. 10 maja 1981 w Przasnyszu, zm. 16 września 2005 w Griffen w Austrii) – polski siatkarz, olimpijczyk, reprezentant Polski w latach 2001–2005.

## Życiorys

### Kariera sportowa
Zaczął grać w siatkówkę w wieku 10 lat w Szkole Podstawowej nr 7 im. Janusza Kusocińskiego w Ostrołęce, do której uczęszczał. W 1996 trafił do MKS MOS Wola Warszawa, z którą – będąc w drużynie kadetów – zdobył tytuł wicemistrza Polski 1998. Jego trenerem był Krzysztof Felczak. Jako zawodnik klubu zdobył z reprezentacją Polski kadetów brązowy medal mistrzostw świata w 1999 roku.
W 2000 zdobył tytuł wicemistrza Polski juniorów oraz tytuł mistrza Polski juniorów. Również w 2000 rozpoczął karierę w klubie AZS Częstochowa, w którym grał do 2004. W sezonie 2004/2005 reprezentował włoski klub Sempre Volley Padwa. W kolejnym sezonie miał grać we włoskim klubie Lube Banca Marche Macerata. 8 września 2005 zagrał ostatni mecz, wygrywając z reprezentacją Portugalii podczas mistrzostw Europy 2005.
Jego zasięg w ataku wynosił 365 cm.

### Życie prywatne
Był synem Danuty i Tomasza Gołasiów. Urodził się w Przasnyszu, lecz całą młodość spędził w Ostrołęce.
21 lipca 2005 w parafii św. Maksymiliana Marii Kolbego w Częstochowie poślubił Agnieszkę Dziewońską. Świadkiem ślubu był jego przyjaciel Krzysztof Ignaczak.

### Śmierć

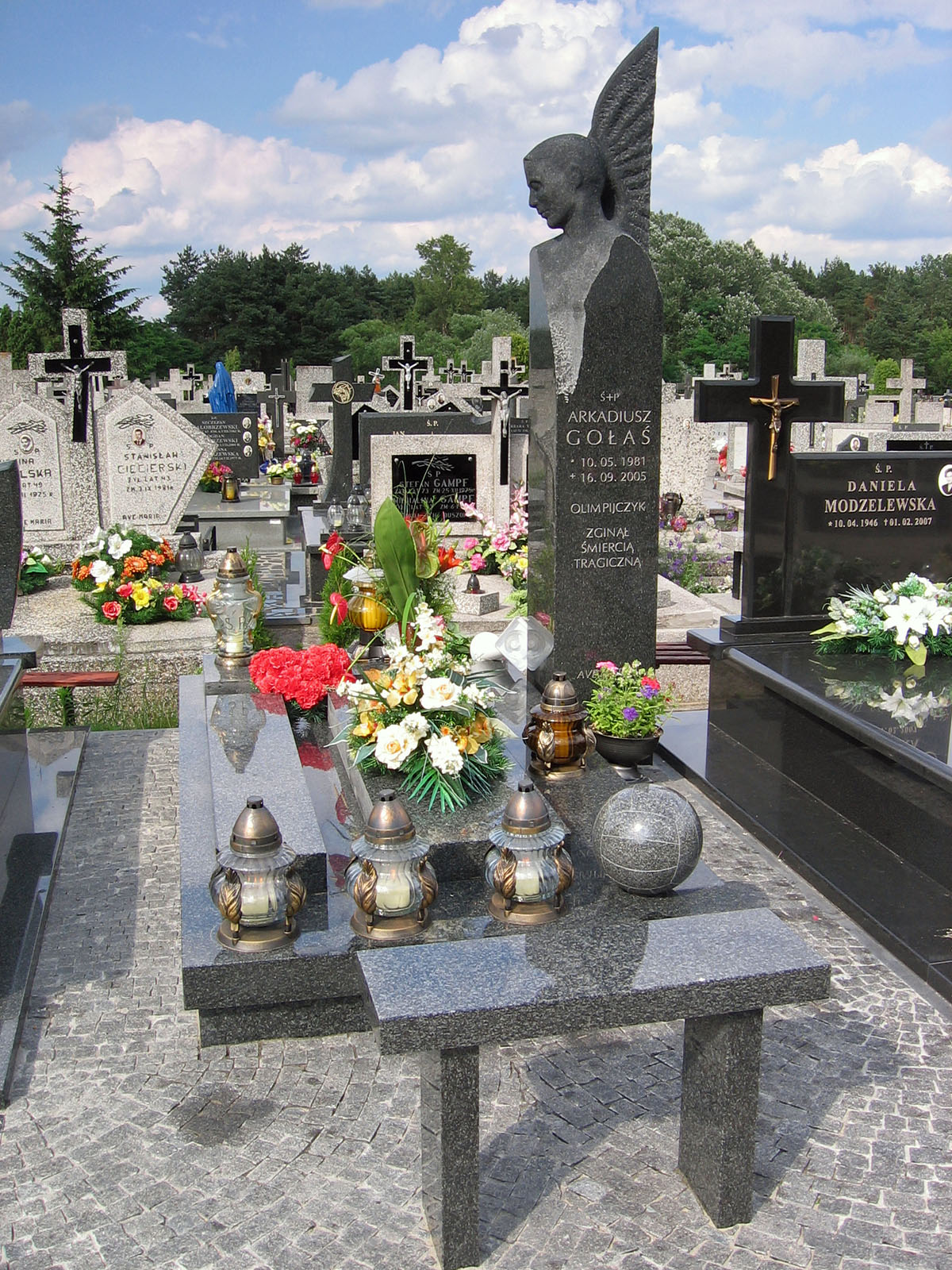
Grób Arkadiusza Gołasia na cmentarzu w Ostrołęce

16 września 2005 roku około godziny 7:10 miał wypadek samochodowy na autostradzie A2 w Griffen koło Klagenfurtu w Austrii. Samochód (Toyota Avensis) prowadzony przez żonę siatkarza niespodziewanie zjechał na prawo i uderzył w betonową ścianę. Gołaś zmarł na miejscu, a jego żona trafiła do szpitala. 22 września 2005 został pochowany na cmentarzu parafialnym w Ostrołęce.
Agnieszka Gołaś została oskarżona o nieumyślne spowodowanie wypadku drogowego ze skutkiem śmiertelnym. Za zgodą prokuratora dobrowolnie poddała się karze. Wyrokiem wydanym przez Sąd Rejonowy w Częstochowie z dnia 18 grudnia 2007 została uznana za winną i skazana na karę pozbawienia wolności z warunkowym zawieszeniem wykonania kary na okres 3 lat, zakaz prowadzenia samochodu przez rok oraz grzywnę w wysokości 1000 zł.

## Przynależność klubowa i osiągnięcia sportowe
- UKS Olimp Ostrołęka (1991–1996)
- MKS MOS Wola Warszawa (1996–2000)
  -  brązowy medal Mistrzostw Świata kadetów (1999)
  -  srebrny medal Mistrzostw Polski kadetów (1998)
  -  srebrny medal Mistrzostw Polski juniorów (1999)
  -  Mistrz Polski juniorów (2000)
- AZS Częstochowa (2000–2004)
  -  trzykrotny wicemistrz Polski
  -  trzecie miejsce w turnieju Top Teams Cup (2002),
  -  brązowy medalista Mistrzostw Polski (2004)
- uczestnik olimpiady w Atenach 2004 (5. miejsce)
- Edilbasso & Partners Padwa (2004/2005)
- Lube Banca Macerata (2005)

## Statystyki zawodnika
| Impreza                                | Punkty z ataku | Punkty z bloku | Asy serwisowe | Suma |
| Liga Światowa 2002                     | 16             | 3              |               | 19   |
| Mistrzostwa Świata 2002                | 13             | 6              | 1             | 20   |
| Liga Światowa 2003                     | 67             | 25             | 1             | 93   |
| Liga Światowa 2004                     | 78             | 34             | 9             | 121  |
| Igrzyska Olimpijskie 2004              | 31             | 10             | 2             | 43   |
| Liga Światowa 2005                     | 54             | 9              | 3             | 66   |
| Kwalifikacje do Mistrzostw Świata 2006 | 15             | 8              | 1             | 24   |

## Upamiętnienie

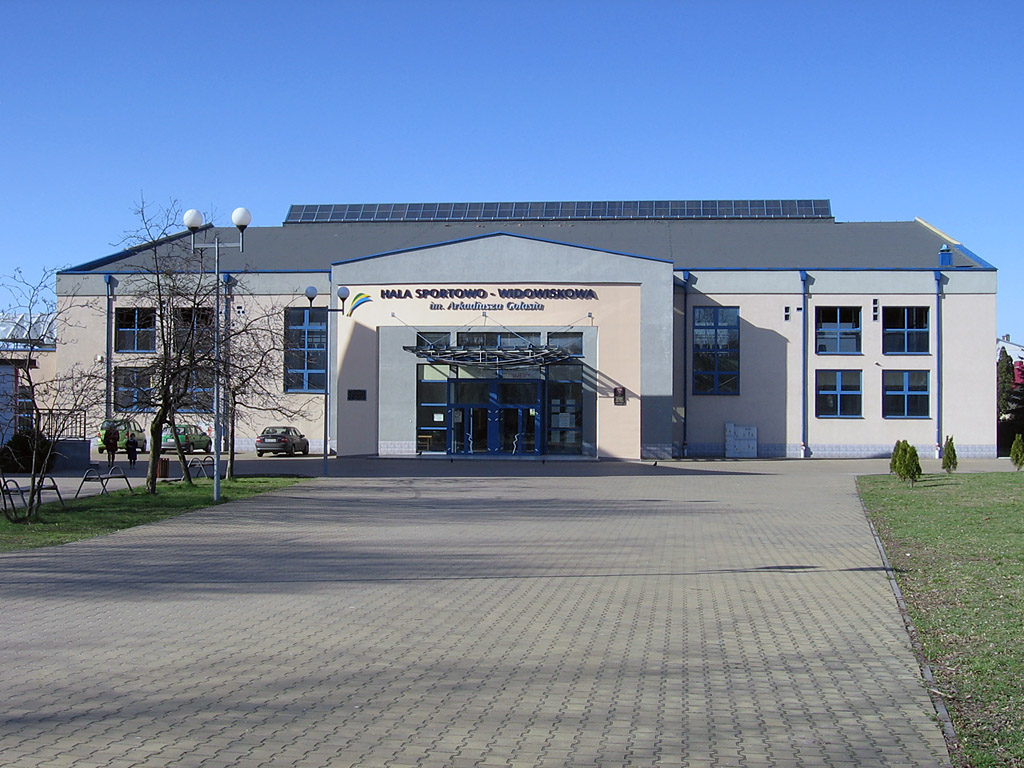
Hala sportowo-widowiskowa im. Arkadiusza Gołasia w Ostrołęce

- Srebrny medal zdobyty przez reprezentację Polski podczas XVI Mistrzostw Świata w Piłce Siatkowej Mężczyzn w Japonii został zadedykowany Arkadiuszowi Gołasiowi. Podczas ceremonii wręczania medali polscy zawodnicy weszli na podium w koszulkach z numerem 16, z którym Gołaś występował w siatkarskiej reprezentacji. Na koszulkach widniało również nazwisko siatkarza.
- 6 grudnia 2006 został pośmiertnie odznaczony przez Prezydenta RP Lecha Kaczyńskiego Złotym Krzyżem Zasługi „za wybitne osiągnięcia sportowe”[6].
- Jego imieniem została nazwana hala sportowo-widowiskowa w Ostrołęce, a także hala sportowa przy Publicznym Gimnazjum Nr 1 im. Szarych Szeregów w Kraśniku, której otwarcie odbyło się 19 maja 2010.
- Od 2006 corocznie rozgrywany jest Memoriał Arkadiusza Gołasia (od 2018 w Zalasewie, gmina Swarzędz).
- Od 1 września 2009 imię Arkadiusza Gołasia nosi Publiczna Szkoła Podstawowa w Płoniawach-Bramurze[7].
- W latach 2007–2010 w zespole z Maceraty występował z numerem 16 Sebastian Świderski. Ten sam gest powtórzył Bartosz Kurek po podpisaniu kontraktu z włoską drużyną w 2013.
- Szkolna Liga Siatkówki Szkół Średnich w Warszawie przyznaje raz w roku nagrodę imienia Arkadiusza Gołasia dla najlepszego zawodnika i najlepszej zawodniczki tych młodzieżowych rozgrywek.